# Вільям Гроппер

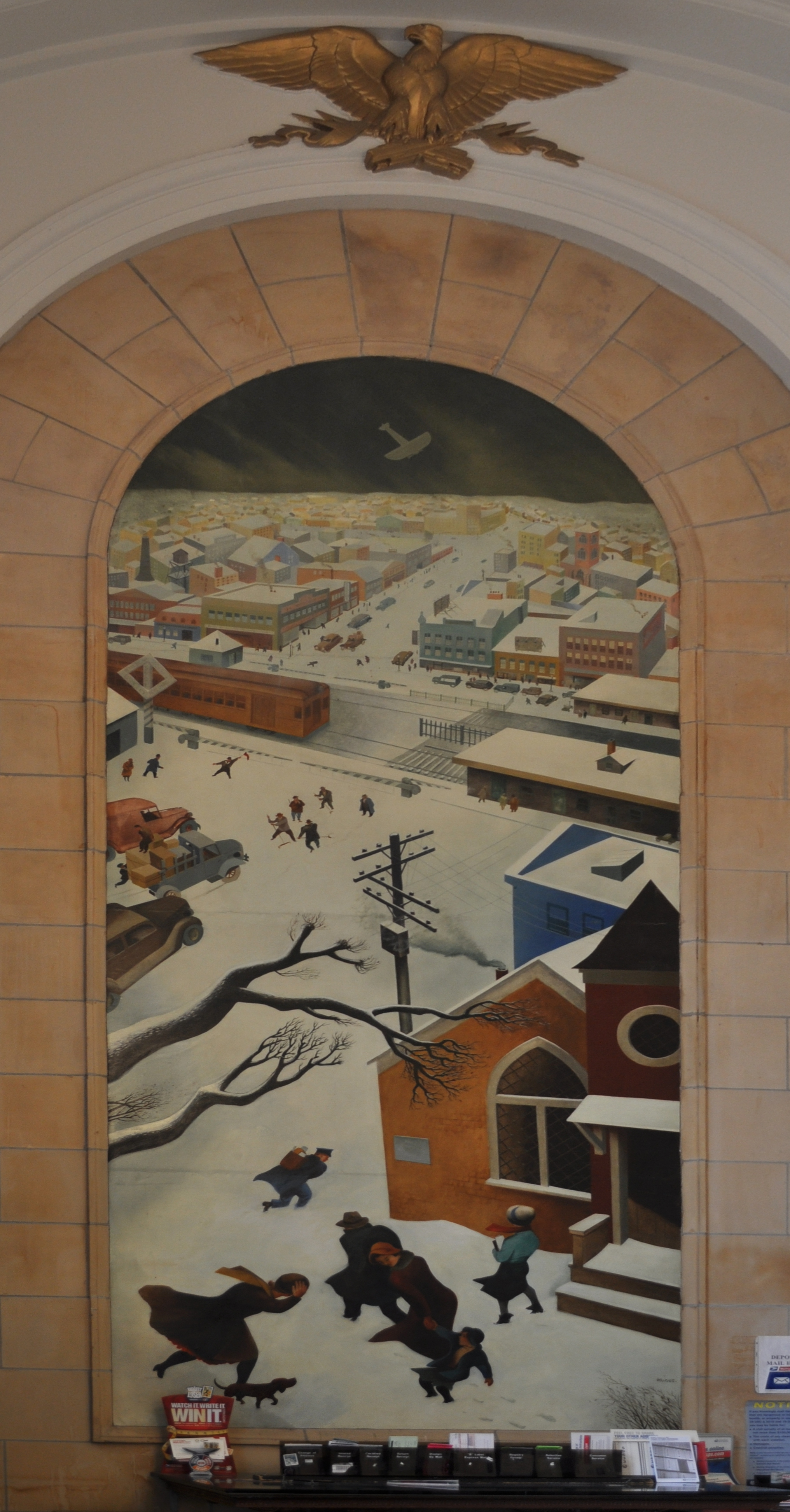

Вільям Гроппер (1897, Нью-Йорк — 1977) — американський художник-карикатурист, літограф і графік; комуністичний діяч, який співпрацював з багатьма американськими друкованими виданнями комуністичної орієнтації.

## Біографія
Народився в бідній родині єврейських емігрантів з Румунії та України, був шостою дитиною в сім'ї. Його батьки займалися надомною шиттям, сім'я жила дуже бідно . Мистецтвом цікавився з дитинства, вже в 13-річному віці виграв перший приз на художньому конкурсі в школі. У 1913 році закінчив школу, отримавши за свої успіхи в живопису стипендію на навчання в Національній академії дизайну, але незабаром був виключений звідти через конфлікти з керівництвом. У підсумку він був змушений влаштуватися помічником продавця в магазин одягу. У 1915 році познайомився з Френком Парсонсом, ректором нью-йоркської Школи образотворчого мистецтва, якому дуже сподобалися роботи Гроппера і який забезпечив йому стипендію для навчання в його закладі. З 1917 року Гроппер протягом кілька років працював художником в газеті New York Tribune, створюючи тематичні малюнки для недільних випусків. На початку 1920-х років нетривалий час працював на Кубі.
Згодом удосконалював живопис у Р. Генрі і Дж. Беллоуза. З початку 1920-х років почав малювати політичні карикатури у вигляді замальовок і ліногравюр для різних комуністичних видань. У 1927 році відвідав СРСР. Основною тематикою його робіт в 1930-і роки стали міжнародний робітничий рух і антифашистські карикатури. Брав участь у складі интербригад в Громадянській війні в Іспанії, після її завершення створив цикл літографій антифашистської спрямованості по подіям цієї та Другої світової війни. У 1953 році викликався в Комісію з розслідування антиамериканської діяльності, але засуджений не був. З 1948 року вирішив в знак поваги пам'яті Голокосту раз на рік малювати по картині, присвяченій євреям. У 1974 році був обраний членом-кореспондентом Національної академії дизайну. Помер від інфаркту.
Творча спадщина представлено не тільки карикатурами, але і книжковими ілюстраціями, плакатами, монументального і станкового малярства. Згідно Великої радянської енциклопедії, в своїх роботах, яким були притаманні лапідарність і велика викривальна сила, відбивав класову боротьбу і підкреслював «нелюдськість» капіталістичного ладу.